# Marder (Schützenpanzer)

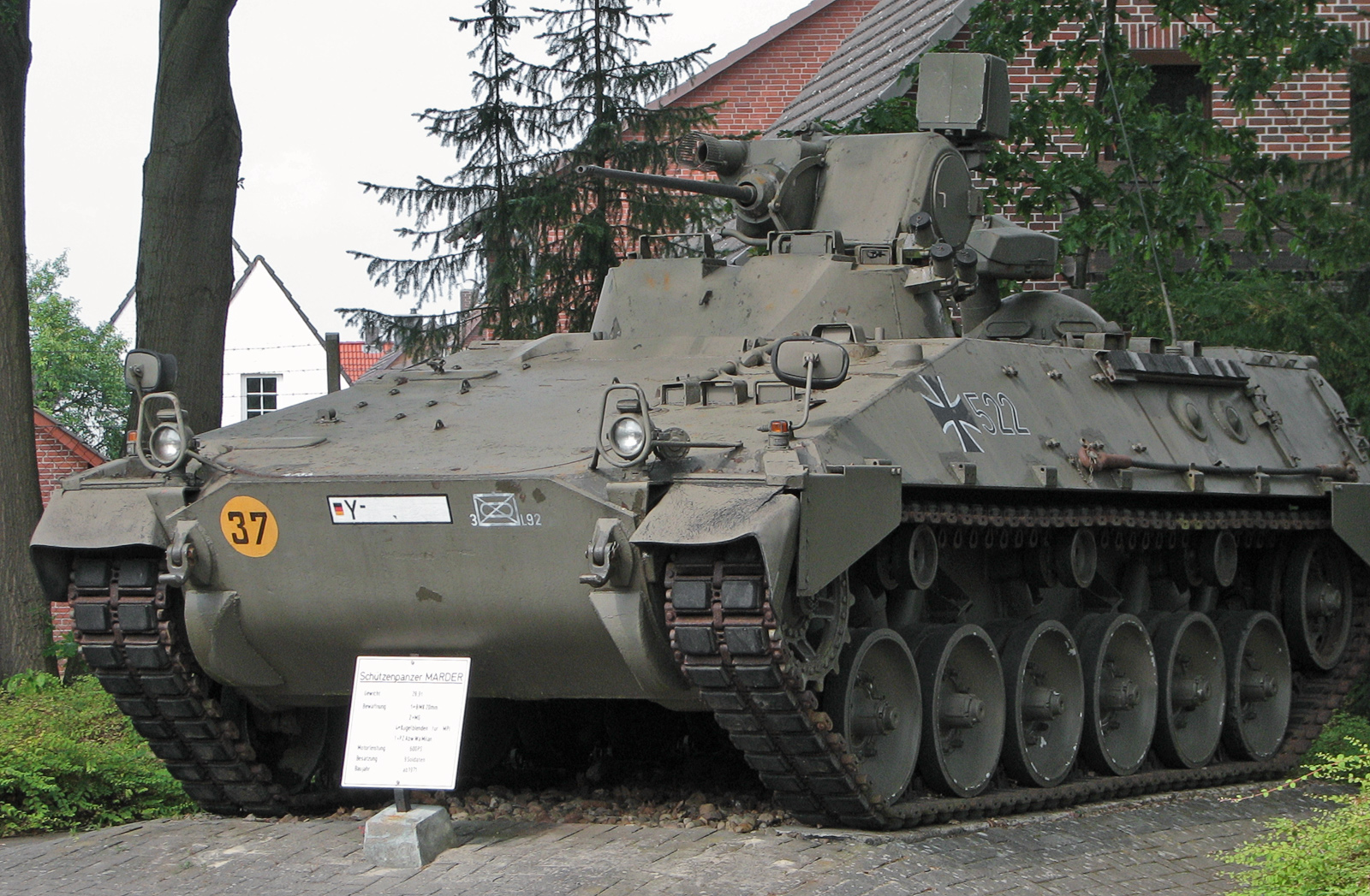
Prototyp der dritten Generation des Marder 1. Zu sehen sind die Kugelblenden an den Seiten, die beim Marder 1A3 entfielen. Oberhalb des Turmes befand sich bei diesem Modell der Schießscheinwerfer, der später an der linken Seite der Scheitellafette befestigt war.

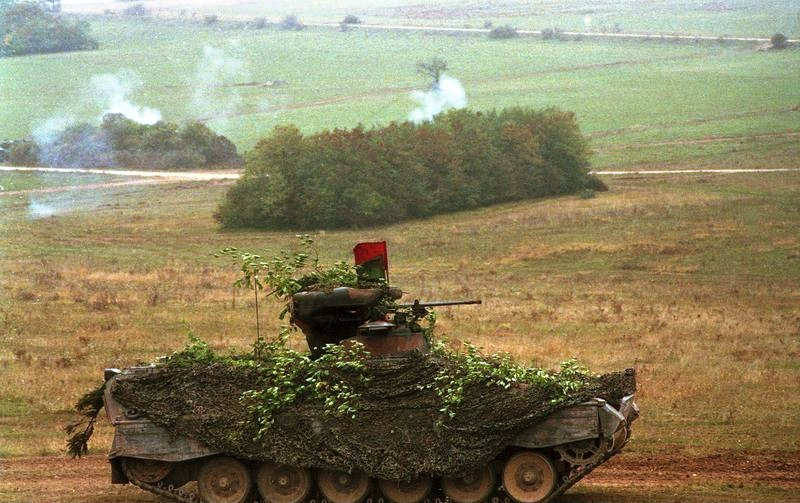
Ein getarnter Marder 1A2 beim Herbstmanöver Fränkischer Schild im September 1986. Deutlich erkennbar ist das Fehlen des Heck-MGs. Die rot-grüne Flaggensetzung zeigt an, dass die Waffen fertiggeladen und gesichert sind. Außerdem ist im Hülsenauswurf der BMK 20 mm die Verschlusssperre eingesetzt.

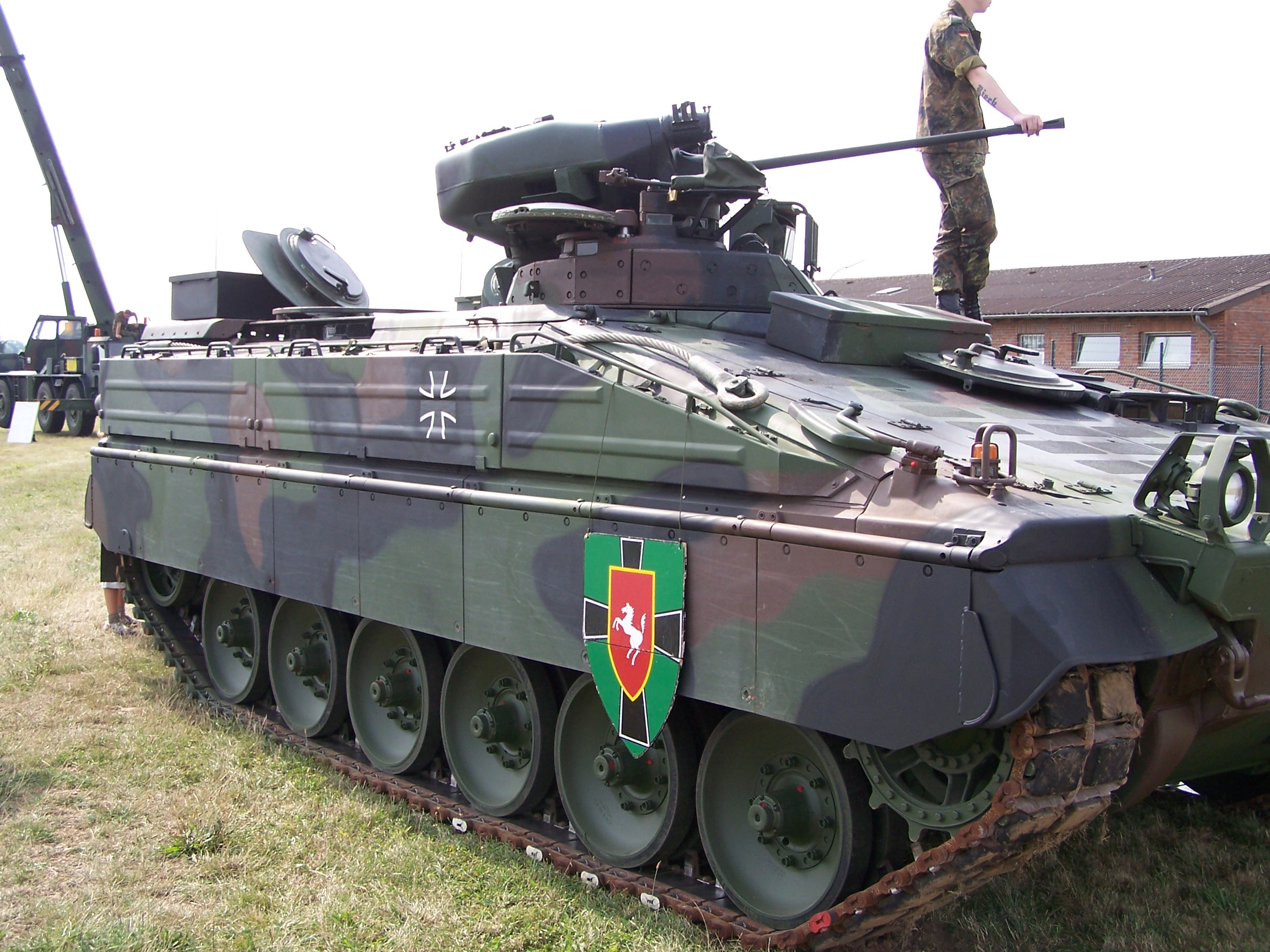
Marder 1A5. Äußerlich erkennbar an den Staukästen auf dem Fahrzeug sowie an den neuen Kettenschürzen. Die Gewichtssteigerung machte eine Überarbeitung des Laufwerkes und der Kette notwendig.

Der Schützenpanzer (SPz) Marder ist seit den 1970er Jahren das Hauptwaffensystem der Panzergrenadiertruppe der Bundeswehr mit einer Stückzahl von zeitweise über 2000 Fahrzeugen. Genutzt werden zurzeit die Ausführungen 1A3, 1A4 und 1A5. Seit Anfang 2015 wird schrittweise der SPz Marder aus der Panzergrenadiertruppe herausgelöst und durch den moderneren SPz Puma ersetzt.

## Geschichte

### Entwicklung

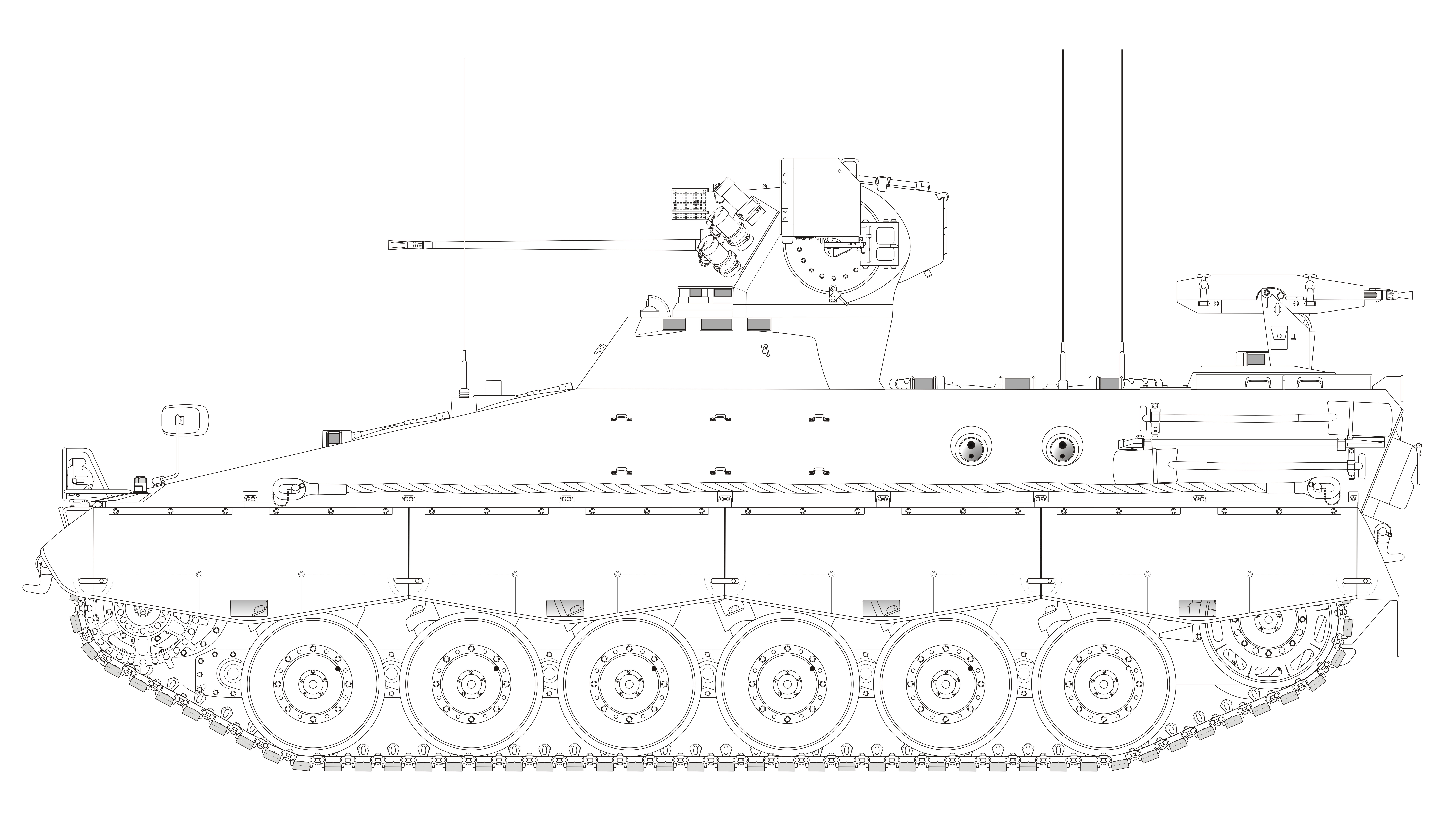
Seitenansicht Schützenpanzer Marder A1

Das Projekt Marder entstand schon im September 1959 während der anlaufenden Produktionsphase des HS 30. Ziel war es, einen zum Kampfpanzer Leopard 1 passenden Schützenpanzer zu entwickeln. Der ATV-Stab (Ausbildung, Technik, Versuche) der Panzertruppenschule Munster erstellte die militärischen Forderungen mit folgenden Merkmalen:
- Gesamtbesatzungsstärke 12 Mann (gesteigerte Absitzstärke von 10 Mann, wenn der Kommandant als Gruppenführer mit absitzt)[1]
- hohes Schutzpotential für die Besatzung[1]
- hohe Beweglichkeit, Fahrbereich einem Leopard 1 ebenbürtig[1]
- eine zuverlässige 20-mm-Bordmaschinenkanone[1]
- unkomplizierter Wechsel zwischen auf- und abgesessenem Kampf[1]
- ABC-Schutz[2]

Darüber hinaus wurde beabsichtigt, eine Schützenpanzerfamilie zu schaffen, auf der Kanonenjagdpanzer, Raketenjagdpanzer, Panzermörser 120 mm, Sanitätspanzer, Transportpanzer, Flakpanzer, FlaRakpanzer und der Führungspanzer Flugabwehr aufbauen sollten. Bedingt durch die Kampfweise der Panzergrenadiere ergaben sich jedoch technische Probleme beim Konzept des Schützenpanzers, der gleichzeitig Basis für alle anderen Plattformen sein sollte. Die Entwicklung von Kanonenjagd- und Raketenjagdpanzer wurde darauf gesondert fortgeführt und 1967 erfolgreich beendet.
Im Januar 1960 wurden die Rheinstahl-Gruppe (Rheinstahl-Witten, Rheinstahl-Hanomag, Ingenieurbüro Warnecke) und die Henschel AG (Thyssen Industrie AG Henschel Kassel) zusammen mit MOWAG mit der Entwicklung von sieben Prototypen beauftragt. Als Ergebnis wurden mehrere Konzepte auf Basis des HS 30 vorgestellt. Die Prototypen dieser ersten Generation waren der RU 111, RU 112 und RU 122 von Rheinstahl, der 1HK 2/1 und 1HK 2/2 von Henschel sowie die Fahrzeuge HM 1 und HM 2 von MOWAG. Alle Prototypen hatten ein Gefechtsgewicht von 16 Tonnen.
Bedingt durch die Einflussnahme der NATO-Partner, die ein Mitspracherecht forderten, und durch eine Vielzahl von Vorschlägen anderer Dienststellen der Bundeswehr verlief die Erprobung jedoch schleppend. Ein Abkommen zwischen den USA und der Bundesrepublik Deutschland, einen gemeinsamen Schützenpanzer zu entwickeln, wurde verworfen.
1963 wurde der Forderungskatalog für die zweite Generation angepasst. Daraus entstanden Prototypen mit einem Gefechtsgewicht von 20 Tonnen. Die Rheinstahl-Gruppe baute die Schützenpanzer RU 214, RU 261 und RU 262 mit Frontmotor, verbesserter Heckklappe, Ein-Mann-Turm mit 20-mm-Maschinenkanone und einem Panzerabwehrlenkflugkörper. MOWAG setzte bei ihren Prototypen 2M1/1, 2M1/2 und 2M1/3 auf einen Mittelmotor. Die Gesamtbesatzungsstärke wird von 12 auf 10 Mann (3+7) reduziert.
Im Jahr 1964 folgte die dritte Generation des Schützenpanzers mit einem neuen Forderungskatalog, angepasst an die neuen Anforderungen der Bundeswehr. Der Schützenpanzer wurde länger und breiter. Zusätzlich bekam das Fahrzeug ein Heck-MG und Kugelblenden an den Seiten für einen Waffeneinsatz unter Panzerschutz. Als weitere Erkenntnis aus der zweiten Generation zeigte sich, dass der Ein-Mann-Turm nicht der richtige Weg war. Daraufhin wurde ein Zwei-Mann-Turm mit scheitellafettierter Maschinenkanone entwickelt, der ohne grundlegende Veränderungen des Schützenpanzers integriert werden konnte.
1967 wurden die letzten zehn Prototypen entwickelt und ausgiebig in Truppenversuchen getestet. Das Unternehmen MOWAG schied 1968 aus, das Startgerät für einen Lenkflugkörper entfiel. Nach zwei Jahren erfolgreicher Tests wurde 1969 der Serienvertrag über die Lieferung von 2136 Schützenpanzern unterzeichnet. Das erste Serienfahrzeug wurde am 7. Mai 1971 an die Panzergrenadiere ausgeliefert. Hergestellt wurden die Schützenpanzer von den Unternehmen Rheinstahl AG und Maschinenbau Kiel (MaK).
Ab etwa 2008 wurden drei alte Schützenpanzer Marder mit Räumschilden im Rahmen von Konversionsprojekten vom Unternehmen Airmatic-Systeme in Hemer in Feuerlöschpanzer (mit und ohne Löscharm) umgebaut und beispielsweise auf der Interschutz 2010 präsentiert.

### Kampfwertsteigerungen
Der Marder wurde im Laufe seiner Dienstzeit mehrmals kampfwertgesteigert.
In den Jahren 1977 bis 1979 wurden alle Marder mit der Panzerabwehrwaffe MILAN ausgestattet, die auf- oder abgesessen eingesetzt werden konnte. Aufgrund des Mitführens von vier Lenkflugkörpern sank die Absitzstärke auf sechs Mann.
Nach dem Abschluss der MILAN-Nachrüstung erhielten noch im selben Jahr alle Marder eine weitere Kampfwertsteigerung. Die Umrüstung umfasste den Einbau eines Doppelgurtzuführers für die Bordmaschinenkanone zum wahlweisen Verschießen von Sprengbrand- oder panzerbrechender Treibspiegelmunition. Eine weitere wesentliche Veränderung war der Einbau einer besseren passiven Optik mit einem Restlichtverstärker der ersten Generation, der weniger empfindlich gegen Scheinwerferlicht und Geschossblitze war. 674 Marder 1 wurden auf Version A1(+) gebracht. Sie erhielten unter anderem einen Wärmeortungsempfänger. Mit diesem war es möglich, Gegner auf größere Entfernungen als bisher zu erkennen. 350 Schützenpanzer wurden auf die Stufe Marder 1A1(-) gebracht. Dies bedeutete, dass diese Modelle keine wärmebildbasierte Beobachtungsoptik erhielten, aber so modifiziert waren, dass eine Nachrüstung innerhalb kürzester Zeit möglich war. Die übrigen 1112 Exemplare mit der Bezeichnung Marder 1A1A erhielten keine entsprechende Vorrichtung und waren auch nicht dafür vorgesehen. Die Umrüstung wurde 1982 abgeschlossen.
Von 1984 bis 1989 erfolgte eine erneute Kampfwertsteigerung. Diese umfasste den Einbau eines Wärmebildgerätes (WBG) für den Richtschützen und Kommandanten, den Wegfall der Hecklafette, den Einbau der neuen Funkgerätefamilie SEM 80/90, die Nachrüstung zum Betreiben des MILAN-Infrarot-Adapters (MIRA) an der Panzerabwehrwaffe MILAN und eine Winkelspiegelwaschanlage für den Fahrer. Im Rahmen dieser Umrüstung änderte sich die Bezeichnung für alle Modelle der Marderfamilie zu Marder 1. Die Bezeichnung der umgerüsteten Fahrzeuge war Marder 1A2.
Die nächste Kampfwertsteigerung erfolgte von 1989 bis 1998 und umfasste die Verbesserung des Panzerschutzes sowie die Neugestaltung des hinteren Kampfraums. Die Wannenfront und das hintere Wannendach wurden gepanzert. Die Luke hinter dem Fahrer wurde geschlossen; es gab nur noch drei Luken im Wannendach. Der Turm, seine Scheitellafette sowie das Wärmebildgerät wurden ebenfalls gepanzert. Die gesamte Zusatzpanzerung wurde schockgedämpft auf Gummielementen flächenbündig angebracht. Die Seiten wurden um zusätzliche Staukästen ergänzt, wodurch die Kugelblenden wegfielen. Das Turm-MG wurde auf die linke Seite verlegt. Auf den Einbau eines leistungsstärkeren 530-kW-Triebwerks (720 PS) wurde aus Kostengründen verzichtet. Die gesamte Umrüstung erstreckte sich auf 2097 Schützenpanzer; diese heißen seither Marder 1A3.
Einige Marder 1A3 wurden durch den Einbau des kryptofähigen SEM 93 als Führungspanzer für die Panzergrenadier-Bataillonskommandeure umgerüstet und erhielten die Bezeichnung Marder 1A4. Es gibt keine äußeren Unterschiede zum Marder 1A3.
Im Jahr 2001 verbesserte Rheinmetall Landsysteme die Nebelmittelwurfanlage: die Wurfbecher wurden neu angeordnet und die Programmierung der Steuerung zum Einsatz aller sechs Becher wurde geändert. Bis dato waren nur fünf der sechs Becher nutzbar, weil der rechte untere Becher so ausgerichtet gewesen war, dass er beim Verschießen des Nebelkörpers die Bordmaschinenkanone treffen musste. Die Bezeichnung änderte sich nicht.
Am 18. Dezember 2002 wurde die seit 1996 geplante Kampfwertsteigerung zum Marder 1A5 begonnen; sie umfasste den Einbau eines Minenschutzes gegen Panzer- und projektilbildende Minen. Diese Maßnahmen führten zu einem weiteren Mobilitätsverlust bei gleichzeitiger Gewichtszunahme auf insgesamt 37,5 Tonnen sowie zu einer vollständigen Überarbeitung und Neugestaltung des hinteren Kampfraumes, des Verpackungsplanes für die Ausrüstung sowie einer Überarbeitung der Motorkühlanlage. Rheinmetall lieferte das erste von insgesamt 74 Fahrzeugen an die Bundeswehr. Die Marder 1A5 werden in den Auslandseinsätzen sowie als Ausbildungsfahrzeug an den Schulen des Heeres eingesetzt.
Im Dezember 2010 wurden die ersten zehn Marder 1A5A1 ausgeliefert. Sie haben eine Raumkühlanlage, Störsender CG12 und multispektrale Tarnausstattung. Diese Ausrüstung wurde besonders für Auslandseinsätze wie den Afghanistaneinsatz entwickelt. Die Raumkühlanlage verringert die hohe Temperaturbelastung; der Störsender und die Barracuda-Tarnausstattung mit Hitzetransfer-System erhöhen die Überlebensfähigkeit.
Bis August 2011 wurden weitere 35 Marder auf den Stand 1A5A1 gebracht.
Wegen der Ausphasung der Panzerabwehrlenkwaffe Milan F2 und der schleppenden Einführung des Pumas wurden die Marder 1A5 und 1A5A1 mit der Panzerabwehrwaffenanlage MELLS (Mehrrollenfähiges Leichtes Lenkflugkörper System) ausgestattet.
Im Rahmen einer Nutzungsdauerverlängerung des Marders wird bis 2023 an 78 Marder des Rüststandes A5 der Antriebsstrang ausgetauscht, ein neuer Motor mit einer auf 750 PS (552 kW) gesteigerten Leistung verbaut und ein moderneres Wärmebild/Zielerfassungsgerät eingebaut. Rheinmetall erhält für dieses Modernisierungsprogramm insgesamt 110 Millionen Euro.
Die Bundeswehr hatte Anfang 2023 etwa 370 Marder.

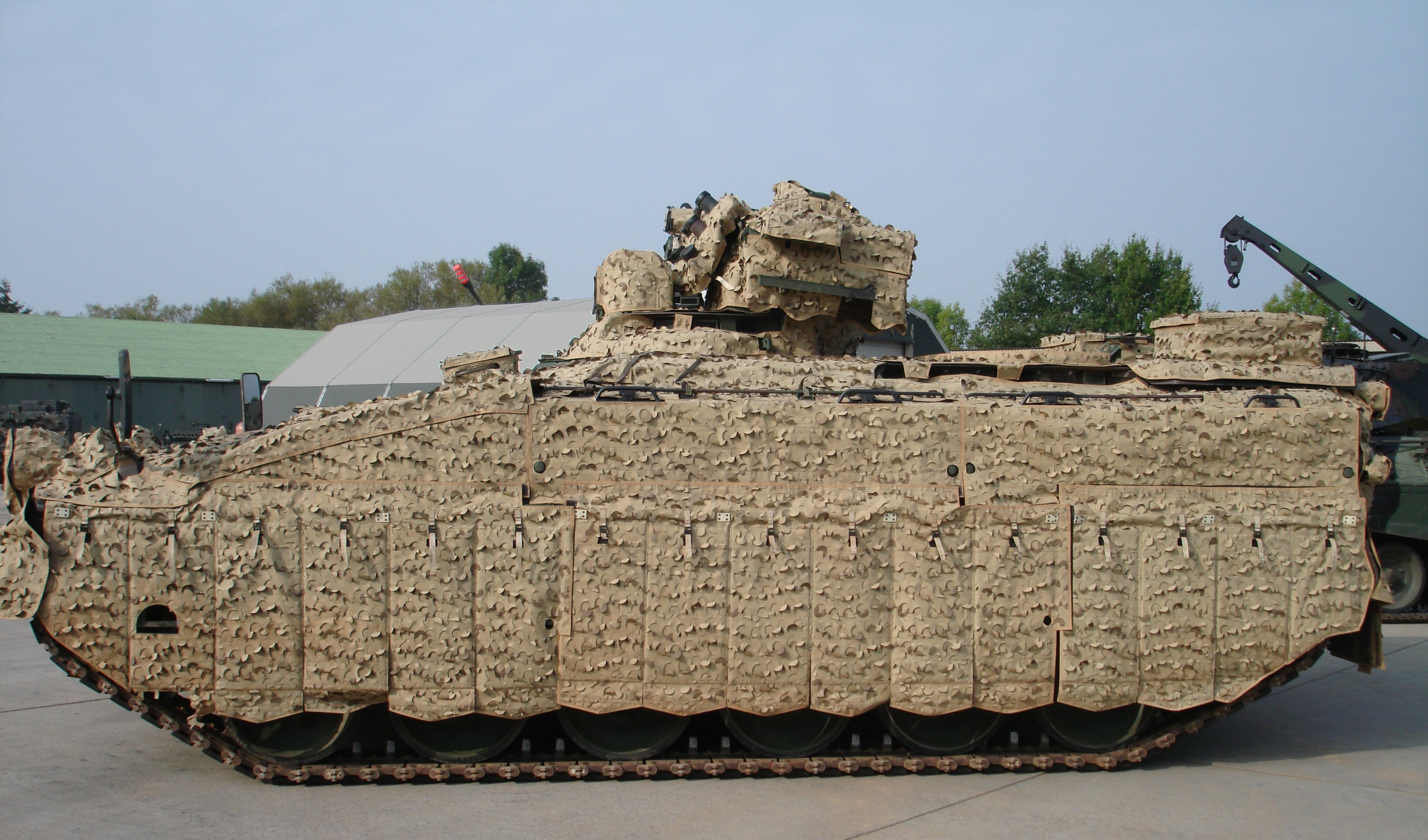
Erprobung des Barracuda-Tarnsystems an einem 1A5 an der Wehrtechnischen Dienststelle 41 in Trier im Jahr 2009

## Technik

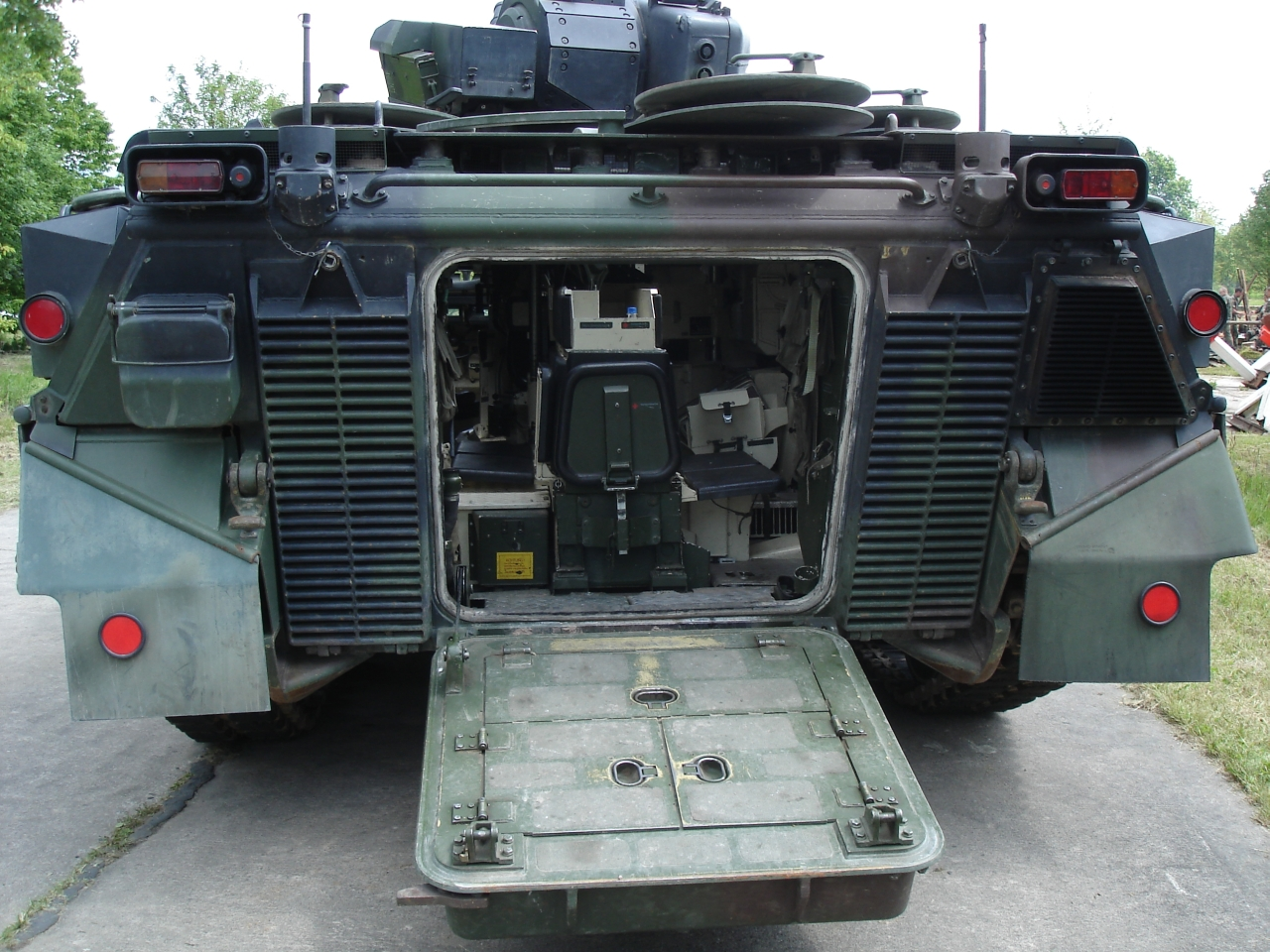
Heckansicht und Kampfraum des 1A3. Kühl- und Abgasanlage am Fahrzeugheck, um die Infrarotsignatur der Front niedrig zu halten. Die Lüfter der Kühlanlage auf dem hinteren Wannendach sind unter der Zusatzpanzerung nicht sichtbar. Links der Kasten der Außenbordsprechstelle.

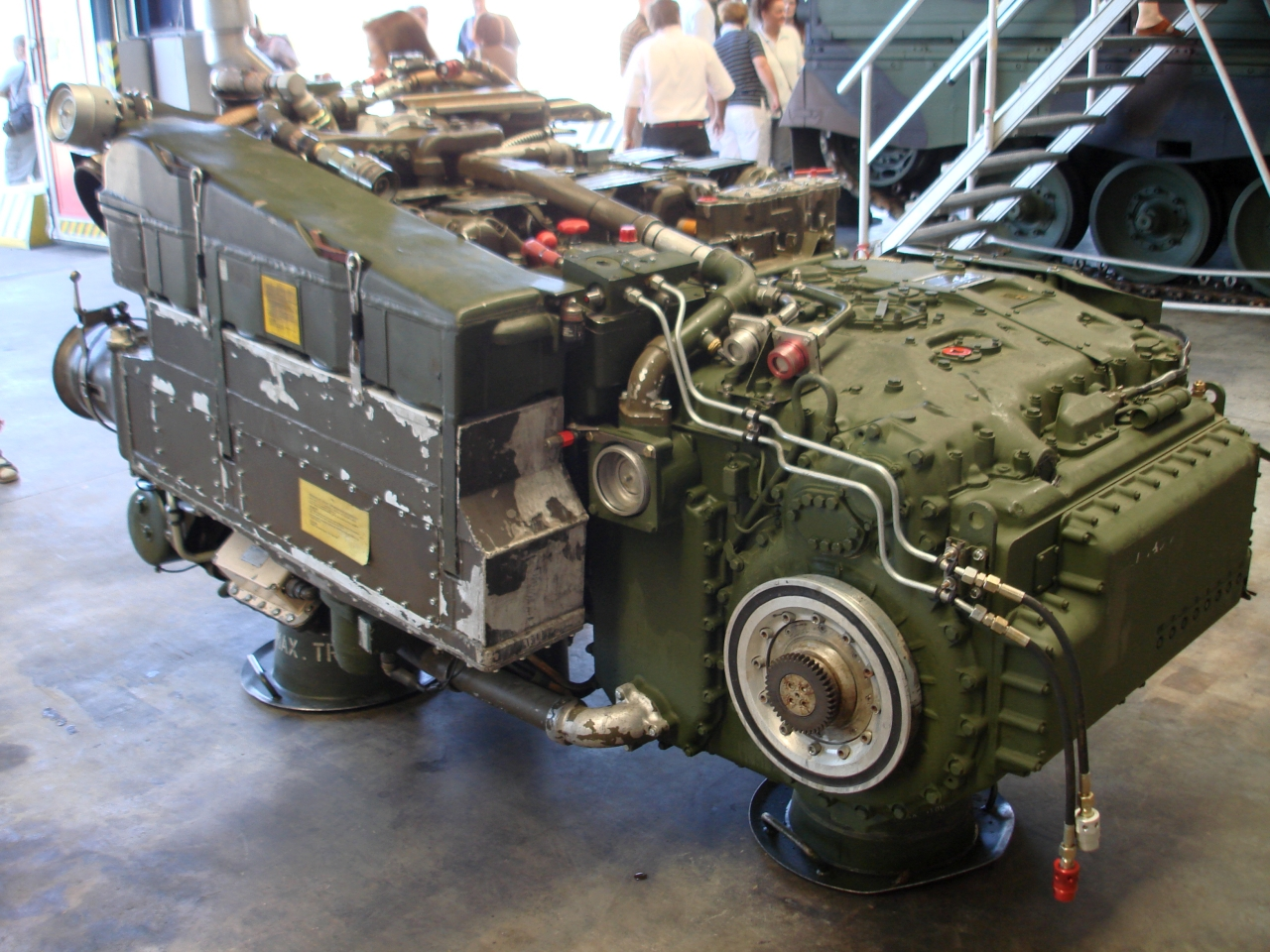
Triebwerk des Marder 1. Getriebe quer vor dem Motor.

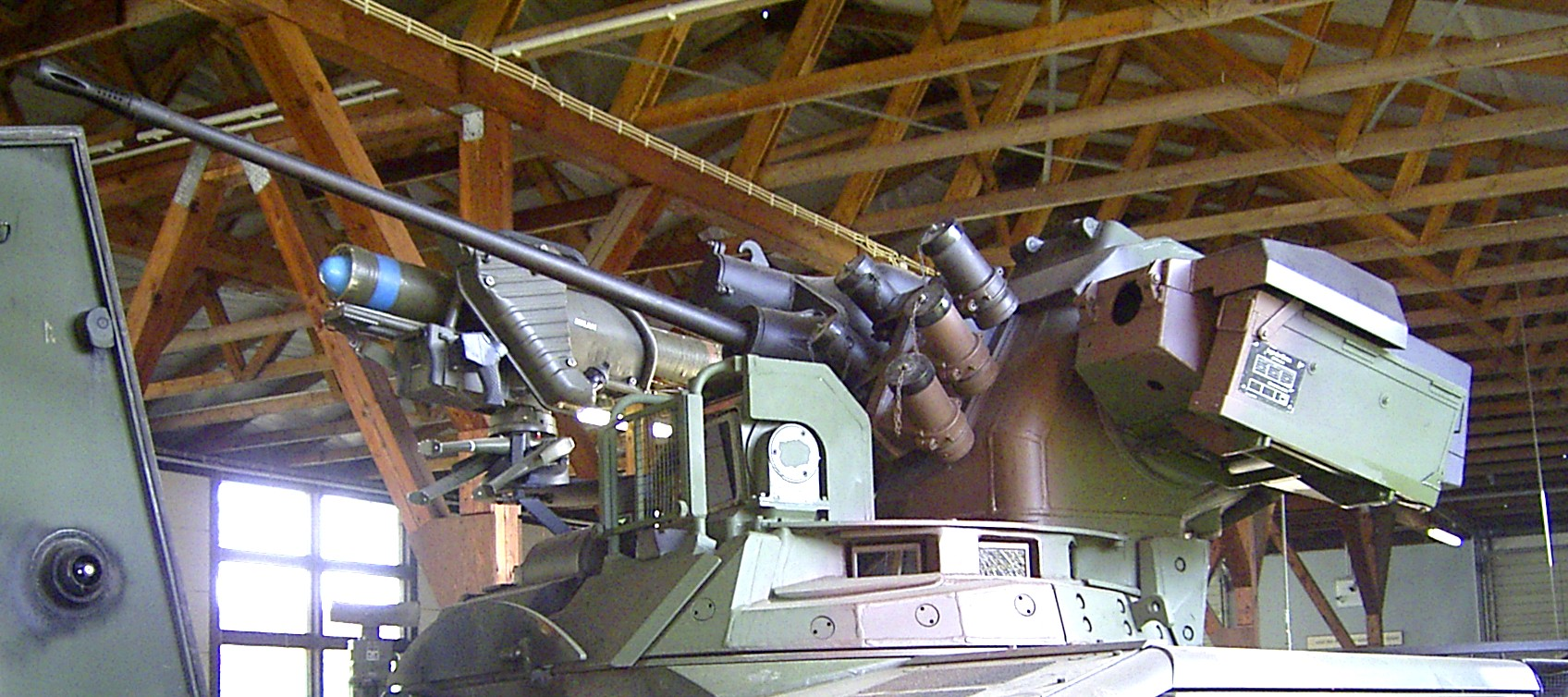
Ansicht Bordmaschinenkanone, MILAN und Optik. Unterhalb der Nebelwurfanlage das gepanzerte Wärmebildgerät. MG3 im Waffenbehälter links der Scheitellafette.

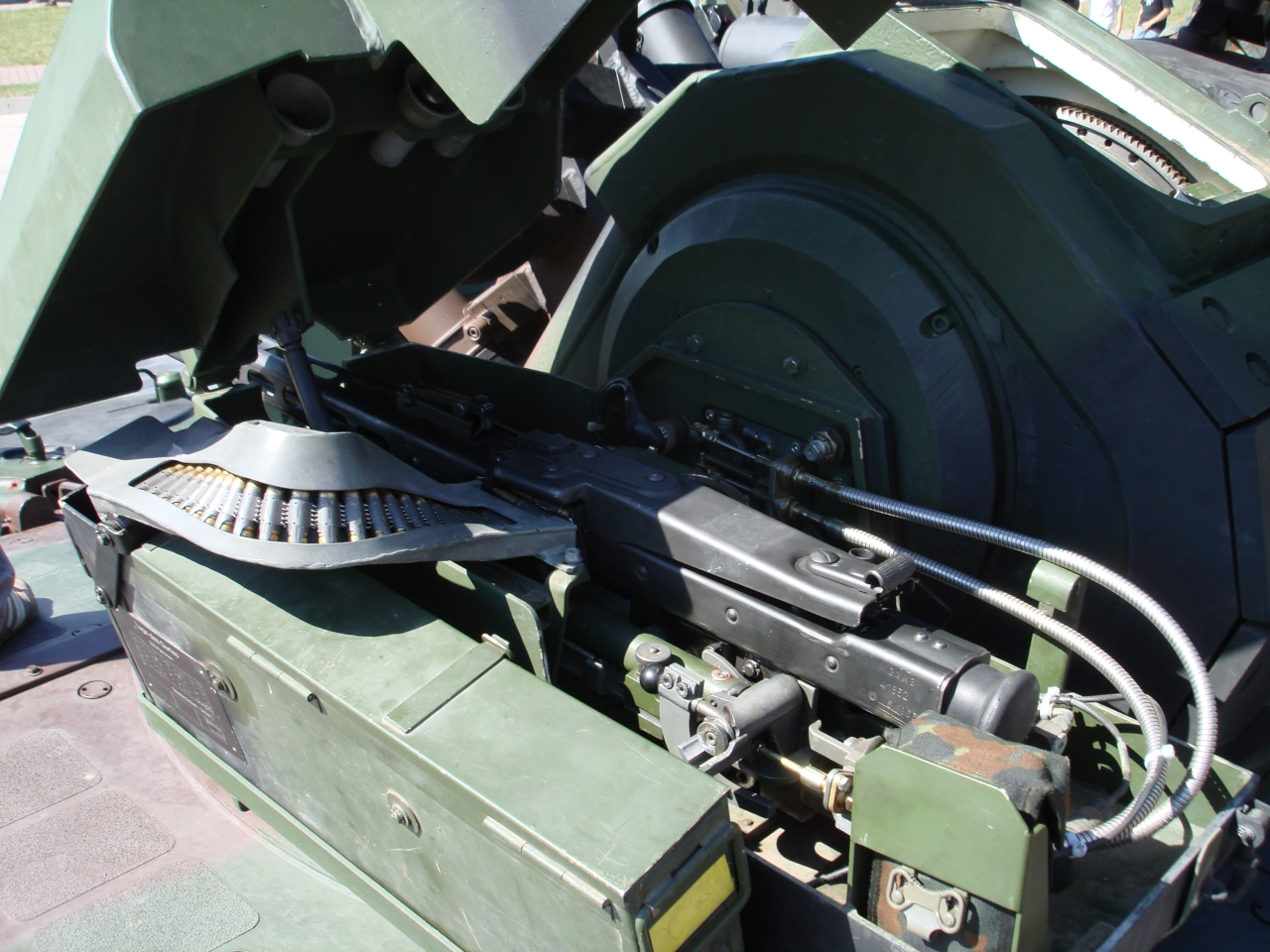
Turmmaschinengewehr MG3A1 im Waffengehäuse mit Gurtkanal, Gurtkasten und Tasche für Ersatzverschluss (rechts unten).

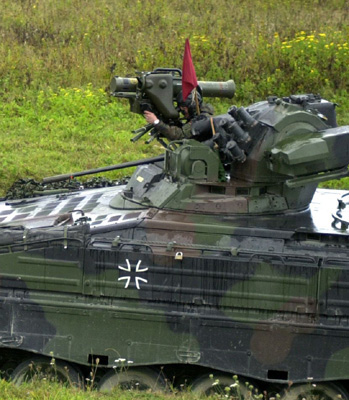
MILAN vor dem Abfeuern

Der Schützenpanzer Marder 1 ist ein frontangetriebenes Vollkettenfahrzeug. Er dient den Panzergrenadieren als Gefechtsfahrzeug und Führungspanzer. Mit dem Einbausatz VB und als Marder 1A3 VB bezeichnet wurde er in den schweren Kompanien der Panzergrenadierbataillone bis zu deren Auflösung als Beobachtungspanzer für den Vorgeschobenen Beobachter (VB) der Steilfeuerkomponente (Panzermörser 120 mm) eingesetzt und ersetzte den Kanonenjagdpanzer. Der Einbausatz enthält ein TZG 90 A1 (tragbares Zielortungsgerät), einen Feuerleitrechner Art/Mrs MRT 86 (militarisierter Rechner, tragbar) sowie zwei SEM 90 (Sender/Empfänger, mobil) und ein SEM 80. Die Montage des TZG auf dem Marder ist mit einer passenden Halterung anstelle der MILAN möglich, es kann aber auch abgesetzt genutzt werden.
Seit dem Erlöschen der Betriebserlaubnis des M113 optronic am 31. Dezember 2002 ersetzte der Marder 1A3 VB bis zur Einführung des neuen Beobachtungsfahrzeugs für die Joint Fire Support Teams (JFST) auf Basis des Fennek und GTK Boxer diesen Beobachtungspanzer Artillerie. Da der Marder 1A3 sich bei der Artillerie nicht als Beobachtungspanzer eignet und erforderliche Umbaumaßnahmen zu kostspielig wären, dient er der Artillerietruppe lediglich als Transportpanzer. Die Bezeichnung lautet Marder 1A3/ArtBeob.
Darüber hinaus wird die Wanne in der Ausführung 1A3 auch als Basis für den Fahrschulpanzer Marder sowie in leicht abgeänderter Form bei den argentinischen Streitkräften unter der Bezeichnung Tanque Argentino Mediano (dt. „Argentinischer mittelschwerer Panzer“), Vehiculo de Combate Transporte de Personal (deutsch „Fahrzeug für den Personentransport im Kampf“) genutzt. Der Flugabwehrraketenpanzer Roland nutzte ebenfalls eine modifizierte Wanne des Marder, die wegen der seitlichen Staukästen dem Marder 1A3 ähnelte, aber anders konstruiert war. Außerdem entstanden zahlreiche Prototypen auf Marderbasis, wie Mörserträger mit 120-mm- oder 160-mm-Mörser, Radarpanzer TÜR, Artilleriebeobachtungspanzer, Versuchsträger für scheitellafetierte 105-mm-Kanone, Begleitpanzer mit 35-mm-Oerlikon- oder 57 × 438 mm-Bofors-Geschütz mit zusätzlichen PzAbw-FK-Werfer, Dragon-Flakpanzer mit zwei 30-mm-Maschinenkanonen HSS 831A, Leichter Panzer Combat Tank DF 105 (mit AMX-13-Turm) und Flarak-Panzer Rapier. Keines dieser Projekte wurde jedoch in eine Serienproduktion übernommen.
1985 diente ein SPz Marder als Basisfahrzeug für eine Untersuchung des Bundesamtes für Wehrtechnik und Beschaffung zu Nutzungsmöglichkeiten des dieselelektrischen Antriebs in Kampffahrzeugen. Man versprach sich von diesem Konzept einen verbesserten Wirkungsgrad, durch einen kompakteren Motor die Nutzung kleinerer Triebwerkräume, einfacheren Aufbau des Triebwerks und geringere Störanfälligkeit sowie den Verzicht auf ölhydraulischen Baugruppen. Der Versuchsträger Kette aus dieser Versuchsserie ist in der Wehrtechnischen Studiensammlung in Koblenz ausgestellt.

### Aufbau
Die Wanne des Schützenpanzers ist aus mehreren Sorten gewalzten Panzerstahls geschweißt und als Massivpanzerung ausgelegt. Die Wannenfront, die Seitenflächen sowie das Heck sind abgeschrägt und bieten der Besatzung begrenzten Schutz gegen Beschuss aus 20-mm-Maschinenkanonen (frontal), Granatsplitter und Infanteriewaffen (bis 7,62 mm). Zusätzlich mindert sie die Wirkung radioaktiver Strahlung. Die seit dem Marder 1A3 angebrachte Zusatzpanzerung wurde als Schottpanzerung ausgeführt und steigerte die Widerstandsfähigkeit an den kritischen Stellen gegen Beschuss aus 30-mm-Maschinenkanonen. Zum Schutz gegen ABC-Waffen verfügt der Schützenpanzer über eine ABC-Schutzbelüftungsanlage mit einer Leistung von drei Kubikmetern pro Minute. Für Nachtfahrten verfügt der Fahrer über ein Restlichtverstärker-Fahrgerät, das sich anstelle des mittleren Winkelspiegels einsetzen lässt. Kommandant und Richtschütze sind dagegen beim Marder 1A3 nur mit einem gemeinsamen Wärmebildgerät ausgestattet, das der Kommandant über eine Lichtröhre (englisch light-pipe) nutzen kann.

### Laufwerk und Antrieb
Der Schützenpanzer besitzt ein drehstabgefedertes Stützrollenlaufwerk mit hydraulischen Stoßdämpfern an der ersten, zweiten, fünften und sechsten Laufrolle. Er verfügt über eine „lebende“ Endverbindergleiskette mit auswechselbaren Kettenpolstern der Firma Diehl. Beim Fahren im Schnee, auf Eis oder um die Griffigkeit der Kette zu steigern, kann ein Teil der Kettenpolster gegen gusseiserne Schneegreifer ausgetauscht werden.
Angetrieben von einem flüssigkeitsgekühlten V6-Viertakt-Vorkammer-Dieselmotor des Typs MB 833 Ea-500 mit zwei Abgasturboladern der Firma MTU Friedrichshafen, erreicht das Triebwerk eine Leistung von 441 kW (600 PS) bei 2200/min aus 22,4 Litern Hubraum. Es beschleunigt den Marder ab Ausbaustufe 1A3 auf eine Höchstgeschwindigkeit von offiziell 65 km/h. Die Schützenpanzer bis zur Ausbaustufe 1A2 erreichten dagegen Höchstgeschwindigkeiten von 75 km/h.
Wie auch beim Kampfpanzer Leopard ist das Antriebssystem als Gesamttriebwerksblock ausgelegt, bestehend aus Motor und angeflanschten Schalt-, Wende- und Lenkgetriebe, was ein Wechseln des kompletten Antriebsstrangs mit Unterstützung eines Bergepanzers in kurzer Zeit ermöglicht. Die Versorgungsleitungen zum Fahrzeug sind mit selbstdichtenden Schnelltrennkupplungen ausgestattet. Die Kühlanlage befindet sich dagegen im Fahrzeug; bedingt durch den Frontmotor und die Heckklappe sitzen die Lüfter links und rechts nach oben gerichtet im Fahrzeugheck.
Die Bordnetzspannung beträgt 24 Volt und entspricht damit dem Standard in der Bundeswehr. Stromerzeuger ist ein Drehstromgenerator mit einer Leistung von 9 kW.
Als Getriebe wird ein hydromechanisches Schalt-, Wende- und Lenkgetriebe (HSWL 194) des Unternehmens Renk verwendet. Ausgestattet mit einem Drehmomentwandler mit Überbrückungskupplung, Wendegetriebe, Schalt- und Lenkgetriebe verfügt es darüber hinaus über eine eingebaute hydrodynamische Strömungbremse (Retarder). Geschaltet werden die vier Vorwärts- und vier Rückwärtsgänge von Hand oder mit Schaltautomatik, wobei das Getriebe elektro-hydraulisch angesteuert wird. Als Bremsanlage dient eine hydraulische Zweikreisbremsanlage.

### Bewaffnung
Der Marder verfügt über eine im Zweimanndrehturm untergebrachte 20-mm-Bordmaschinenkanone (BMK) MK 20 Rh 202, ein Turmmaschinengewehr (TMG) MG3 (7,62 mm) und eine Nebelmittelwurfanlage mit sechs Wurfbechern. Optional können am Turm Lenkflugkörper (LFK) vom Typ MILAN (Marder 1A3 und A5) oder MELLS (nur Marder 1A5) angebracht und abgefeuert werden. Eine Integration des MELLS-Systems in die Rüststände A3 und A5A1 ist geplant.
Das Seiten- und Höhenrichten der Haupt- und Sekundärwaffe erfolgt über eine elektro-hydraulische Richtanlage oder im Notbetrieb per Hand. Sie ermöglichen einen Seitenrichtbereich von 360 Grad und einen Höhenrichtbereich von −17,5 Grad bis +65 Grad.
Die Richtgeschwindigkeit des 3,2 Tonnen schweren Turmes liegt im Normalbetrieb bei vier Sekunden für 180°.
Die Hauptwaffe kann gegen ungepanzerte Ziele bis zu einer Entfernung von 2000 Metern eingesetzt werden. Dabei kommt die Sprengbrandmunition (HEI) zum Einsatz. Gegen leicht gepanzerte Ziele unter 1000 Metern wird Treibspiegelmunition (APDS) genutzt. Der Einsatz gegen stark gepanzerte Ziele ist unter 600 Metern möglich. Beim Kampf gegen einen Kampfpanzer ist das Blenden mit HEI möglich, um den Einsatz der MILAN und der Panzergrenadiere zu ermöglichen. Ein Beschuss mit panzerbrechender Munition hat keinen Erfolg. Gegen Flugziele ist der Wirkungsbereich begrenzt und der Einsatz erfolgt dann nur gegen direkt angreifende Flugziele. Die maximale Kampfentfernung beträgt bei Hubschraubern bis 2000 Meter und bei Strahlflugzeugen bis 1200 Meter.
Die maximale Schussweite der Hauptwaffe liegt bei 6.000 bis 11.000 Metern.
Für Übungen kann das gesamte Rohr gegen ein Manöverpatronengerät (MPG) getauscht werden. Es gleicht optisch dem Rohr für den scharfen Waffeneinsatz, ist jedoch am Rohrende verschlossen. Der Sicherheitsbereich vor der Waffe beträgt mit Manövermunition und Manöverpatronengerät 10 Meter, ohne MPG 70 Meter.
Das MG3 (Sekundärwaffe) wird achsparallel zur Hauptwaffe nachgeführt. Nach der Umrüstung zum Marder 1A3 ist es links außerhalb der Scheitellafette montiert. Im Waffengehäuse installiert wird das MG3 elektrisch abgefeuert und gegen Infanterie eingesetzt.
Die Panzergrenadiere im hinteren Kampfraum können aus drei Luken über die Bordwand mit ihren Handwaffen (G36, MG3, MP2A1, Granatpistole 40 mm) kämpfen oder abgesessen eingesetzt werden.

### Weitere technische Daten

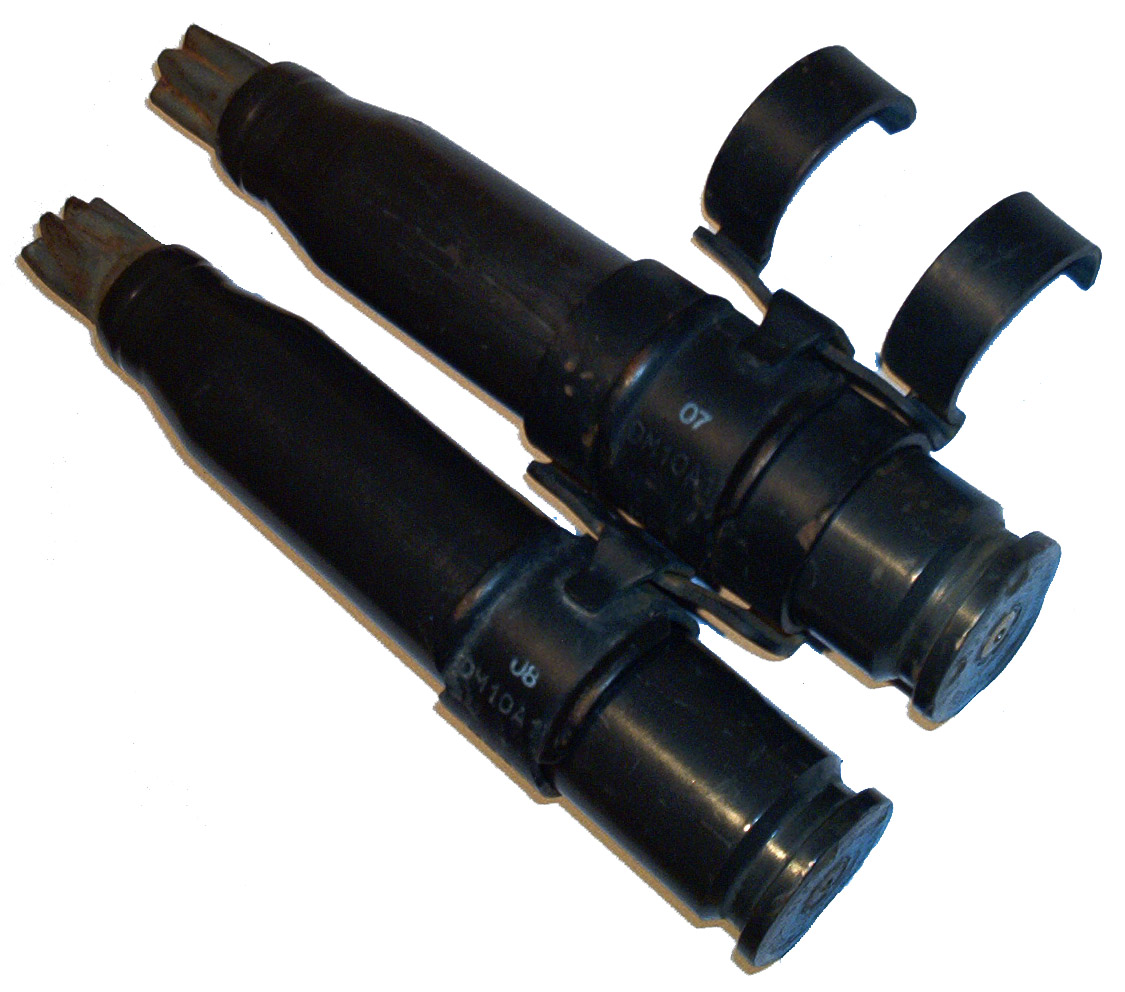
20-mm-BMK-Manöver-Munition AT12

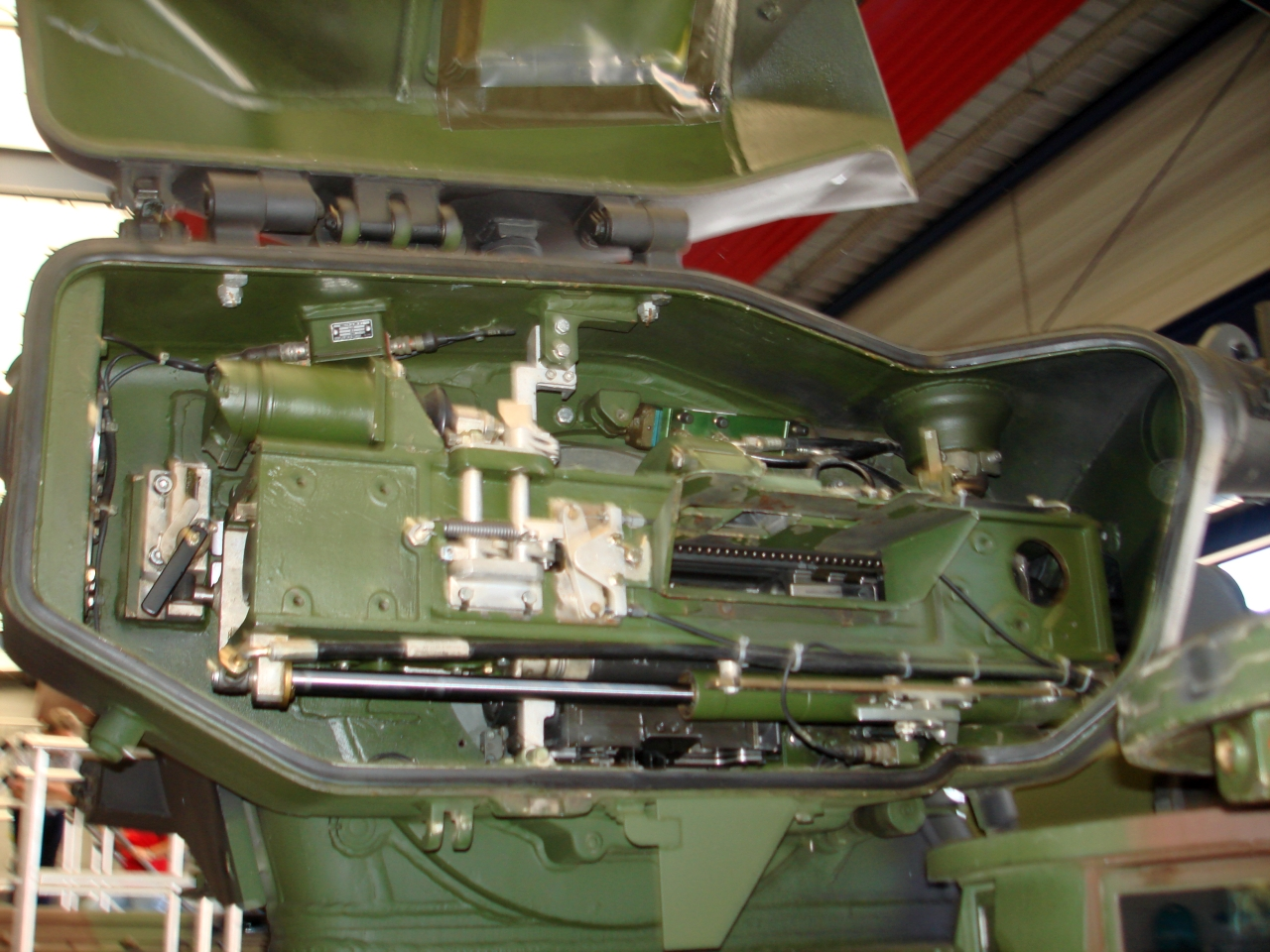
Geöffnetes Waffenträgergehäuse des Marder 1A3

| Technische Daten (Marder 1A3)           | |
| Turmgewicht:                            | ca. 3,2 t                                                                                          |
| Kraftstoffmenge:                        | ca. 650 l                                                                                          |
| Kraftstoffverbrauch und Fahrbereich:    | Straße: ca. 115 l / 100 km Gelände: ca. 230 l / 100 km (Mittelwert) Fahrbereich Straße: ca. 520 km |
| Maschinenkanone MK 20 RH 202            | |
| Hersteller:                             | Rheinmetall AG / Geschäftsfeld Waffen und Munition                                                 |
| Kaliber:                                | 20 mm × 139                                                                                        |
| Gewicht:                                | 75 kg (mit Einzelgurtzuführung) 83 kg (mit Doppelgurtzuführung)                                    |
| Gesamtlänge:                            | 2612 mm                                                                                            |
| Rohrlänge:                              | 2002 mm                                                                                            |
| Rückstoßkraft:                          | 5,5–7,5 kN                                                                                         |
| Kadenz:                                 | 880–1030 Schuss/min                                                                                |
| Drallwinkel:                            | 6°                                                                                                 |
| Durchschlagsleistung der APDS-Munition  | 44 mm (RHA) auf 1000 m                                                                             |
| Durchschlagsleistung der API-T-Munition | 40 mm 30° NATO-Platte auf 200 m                                                                    |

### Marderlatte
Die „Marderlatte“ ist eine provisorisch gefertigte Holzstange, die von der Besatzung verwendet wird, um zu überprüfen, ob der in einer Senke Stellung beziehende Schützenpanzer Marder aus dieser heraus noch beobachten und wirken kann. Auf dieser „Latte“ werden zum Beispiel die Höhe der Wanne, der Bordmaschinenkanone, der Optiken und der Turmoberkante markiert.

## Besatzung
Die Besatzung des Marder 1A3 besteht bei den Panzergrenadieren aus: Kommandant, Richtschütze (beide im Turm), Fahrer (vorne in der Wanne) und sechs Grenadieren im hinteren Kampfraum, im Einzelnen: Truppführer (G36), Schütze 1 (MG3), Schütze 2 (G36 + MILAN), Schütze 3 (G36 + MILAN-Ladeschütze), Schütze 4 (G36, Pzf 3), Schütze 5 (G36, GraPi, Funker).
Der Kommandant führt die Gruppe und den Panzer. Dazu gehört die Beobachtung des Geländes (vom Turm aus) und der Feuerkampf mit den Turmwaffen.Liegt der Einsatzschwerpunkt im abgesessenen Kampf, führt er den Schützentrupp, während der Truppführer seinen Platz im Turm einnimmt. Dann muss der Richtschütze die Turmwaffen bedienen, das umliegende Gelände mit den Optiken des Panzers beobachten und den Sprechfunkverkehr durchführen. Zum Richten der Turmwaffen verfügen Kommandant und Richtschütze über je ein Periskopvisier mit zweifacher und sechsfacher Vergrößerung sowie optional über das gemeinsame Wärmebildgerät. Die Bedienung des Turmes erfolgt über Hydraulikmotoren, die von einem 108-bar-Hydrauliksystem gespeist werden. Im Falle eines Ausfalles der Hydraulikanlage kann der Richtschütze den Turm über Handkurbeln richten und über eine Handpumpe den Hydraulikdruck für weitere Funktionen aufbauen.

## Einsatzerfahrungen der Bundeswehr
Im Rahmen des KFOR-Einsatzes wurden Marder 1A3 und Marder 1A5 als Objektschutzfahrzeuge von der multinationalen Task Force Süd in Prizren eingesetzt. Nach Afghanistan wurden Ende 2006 vier Marder 1A5 nach Masar-e Scharif verlegt. Nach dem Herstellen der Einsatzbereitschaft zum Januar 2007 waren sie zum Schutz des Lagers Camp Marmal und ab Juli 2008 als Unterstützung für den QRF-Verband des Regionalkommandos Nord der ISAF-Schutztruppe vorgesehen. Aufgrund der gestiegenen Bedrohungslage wurde die gepanzerte Reserve im Frühjahr 2009 nach Kunduz verlegt und insgesamt mit zehn Marder 1 für zwei Züge ausgestattet. Bei einer Großoperation afghanischer Sicherheitskräfte zusammen mit deutschen Einheiten und belgischen Mentoren im Distrikt Chahar Darreh am 19. und 20. Juli 2009 wurden erstmals Schützenpanzer im Gefecht eingesetzt, um Stellungen von Aufständischen zu bekämpfen. Nach dem Tod von drei Soldaten bei einem Anschlag am 2. April 2010 wurde die Anzahl um weitere 15 Schützenpanzer erhöht. Am 18. Februar 2011 wurde ein SPz Marder in Afghanistan bei Kundus mit RPG beschossen. Vier Soldaten wurden bei diesem Vorfall verwundet. Das Fahrzeug geriet in Brand und fiel aus.
Am 2. Juni 2011 wurde bei einem Anschlag in der Ortschaft Qandahari in der Provinz Baglan ein Marder durch eine improvisierte Sprengladung bestehend aus geschätzt etwa 200 kg Sprengstoffen „komplett zerstört“. Das entspricht ungefähr der Menge Explosivstoff aus 30–40 herkömmlichen Panzerminen. Dabei wurde der Fahrer des Marders getötet, welcher noch nicht über einen von der Bodenwanne mechanisch entkoppelten und hängend gelagerten Fahrersitz verfügte. Zwei Besatzungsmitglieder wurden schwer und drei weitere leicht verwundet.
Die Kampfeinheiten der Task Force Kunduz III (Ausbildungs- und Schutzbataillon), die in der zweiten Jahreshälfte 2011 im Unruhedistrikt Char Darah in Afghanistan operierten, bauten ihre Schützenpanzer Marder nach eigenen Angaben zu rollenden Festungen aus. Durch improvisierte Aufbauten aus Hesco-Gittern (Schanzkorb) auf dem hinteren Kampfraum wurden Gewehrauflagen und Deckungen für den Kampf gegen die Aufständischen geschaffen. Durch das so entstandene zusätzliche Gefechtsgewicht ging der Marder aus der Ferne betrachtet hinten sogar ein wenig „in die Knie“.
Trotz seines hohen Alters und der völlig andersgearteten konzeptionellen Einsatzentwicklung konnte sich der Schützenpanzer Marder in Auslandseinsätzen der Bundeswehr unter verschiedenen klimatischen Bedingungen und Intensität bewähren. Bei den Soldaten war der Marder wegen seiner hohen Feuerkraft, Panzerung und Zuverlässigkeit sehr beliebt. Auch seine psychologische Wirkung (Kettengeräusche, martialisches Erscheinungsbild) war für Panzergrenadiere in Kampfeinsätzen wie dem in Afghanistan von großem Vorteil.

## Nutzung bei anderen Streitkräften
Anders als die Leopard-Serie konnte der Marder nur in sehr geringem Umfang exportiert werden. So entschied sich die chilenische Armee 2008 für den Kauf von insgesamt 237 Mardern (200 SPz, 7 Fahrschulpanzer sowie 30 Fahrzeuge als Ersatzteilspender); 2013 kam es zur Auslieferung von 42 Mardern an Indonesien.
Im Dezember 2016 hat Bundesverteidigungsministerin Ursula von der Leyen feierlich 16 Schützenpanzer an die jordanischen Streitkräfte übergeben. Insgesamt wurden 50 Panzer nach Jordanien geliefert. Griechenland war im Jahr 2009 an der Abnahme von 422 Mardern interessiert, das Geschäft scheiterte jedoch seinerzeit an seiner Finanzierung. Seit Oktober 2022 erhält Griechenland 40 modernisierte Marder 1A3 im Rahmen des so genannten „Ringtausches“, bei dem Griechenland 40 seiner aus sowjetischer Produktion stammenden BMP-1 an die Ukraine weitergibt.
Die Schweiz entschied sich gegen die modernisierte KUKA M12 und für den CV 90; als Hauptgrund für die Entscheidung gegen den Marder wurde dessen geringere Motorleistung genannt.
Im Zuge des russischen Überfalls auf die Ukraine kündigte die deutsche Bundesregierung im Januar 2023 an, Marder in Absprache mit den USA an die Ukraine zu liefern.
Die ersten sechs von Rheinmetall für den Einsatz in der Ukraine modernisierten Marder 1A3 waren bereits Mitte Juni 2022 auslieferungsbereit, die Übergabe an diese konnte zu diesem Zeitpunkt jedoch wegen der ausstehenden Zustimmung der Bundesregierung nicht erfolgen.
Ende März 2023 wurden zunächst 40 Marder in die Ukraine geliefert. Bis Ende Oktober 2024 wurden 140 Marder an die Ukraine ausgeliefert. Bis April 2025 gingen mindestens 40 Marder im Gefecht verloren.
Der SPz Marder in anderen Streitkräften
- Argentinien (als TAM.)
- Chile (2008 kaufte Chile 200 gebrauchte Marder 1A3 sowie 7 Fahrschulpanzer aus Beständen der Bundeswehr.)
- Griechenland (Im Rahmen eines Ringtausches werden seit Oktober 2022 bis voraussichtlich Ende 2023 insgesamt 40 aufgearbeitete Marder 1A3 aus Industriebeständen geliefert.)[37]
- Indonesien (Ab dem Jahr 2015 wurden 42 Marder 1A3 aus dem Firmenbestand von Rheinmetall an Indonesien verkauft.)
- Jordanien (75 Marder 1A3, davon 2 Fahrschulpanzer, wurden im Zeitraum 2017–2020 geliefert.)
- Ukraine: 140 (Marder 1A3) wurden von Deutschland geliefert.[41]

## Nachfolger

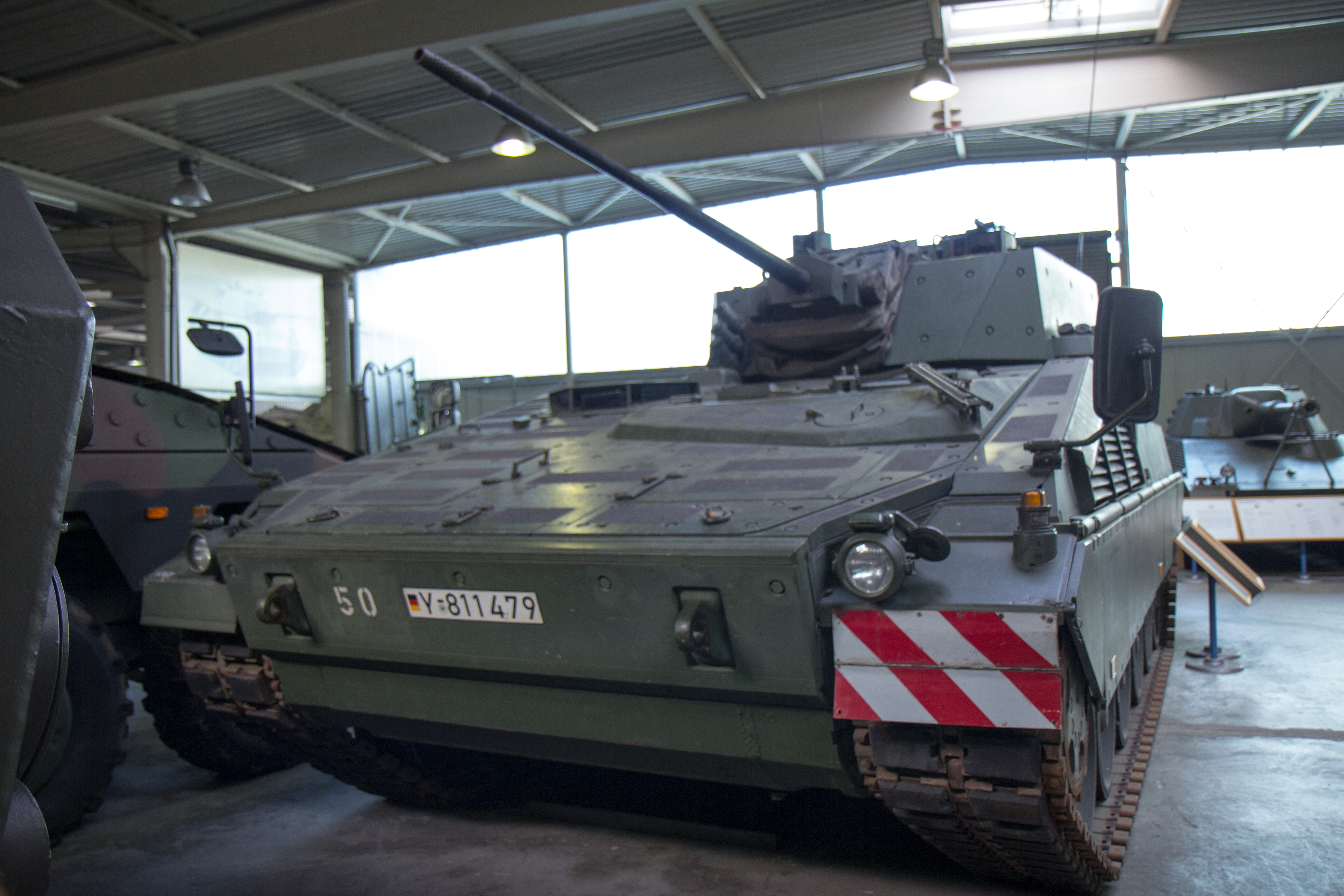
Versuchsträger VT 001 – Marder 2. Der 42,6 t schwere Schützenpanzer sollte den Marder 1 ersetzen und die Lücke zum Leopard 2 schließen. Eine digitale Feuerleitanlage und eine stabilisierte Waffenanlage waren nur einige Neuheiten.

In den späten 1980er-Jahren wurde ein Prototyp eines neuen Schützenpanzers vorgestellt, der Marder 2, der viele Teile mit dem Leopard 2 gemeinsam hatte. Durch die deutsche Wiedervereinigung kam es nicht zur Einführung. Der Prototyp befindet sich in der Wehrtechnischen Studiensammlung Koblenz.
Ebenfalls suchte das Bundesamt für Wehrtechnik und Beschaffung mit der Rüstungsindustrie weiterhin nach Lösungen, um den Marder 1 zu verbessern. Die Planungen sahen den Einbau eines leistungsstärkeren Triebwerkes, Verbesserungen am Laufwerk, Veränderungen im Kampfraum und den Einbau eines neuen Turmes vor. Ein potenzielles und weit fortgeschrittenes Projekt war der M12. Hergestellt von Keller und Knappich Augsburg (KUKA) (seit 1999 KUKA Wehrtechnik GmbH, zu Rheinmetall gehörend) war dieser Prototyp mit einem neuen Zwei-Mann-Turm ausgerüstet. Dieser E4-Turm, entwickelt von Rheinmetall, enthielt eine 30-mm-Maschinenkanone (MK 30-2, Vorgänger der Bewaffnung des Puma), eine stabilisierte Sichtlinie mit Tag- und Nachtsicht sowie ein modernes Feuerleitsystem. Aufgrund der hohen Kosten wurde entschieden, das Projekt nicht weiterzuverfolgen. Der Minenschutz wurde jedoch zur Kampfwertsteigerung des Marder 1A5 übernommen.
Zudem wurde das Vorhaben Neue Gepanzerte Plattform eingeleitet, auf dessen Erkenntnissen der oben genannte Schützenpanzer Puma basiert. Dieser wird seit 2015 schrittweise bei der Bundeswehr eingeführt und soll damit zukünftig den Marder ersetzen. Die Einführung verzögerte sich bereits mehrmals aufgrund technischer Probleme, sodass der Marder gegenwärtig weiter das Hauptwaffensystem der Panzergrenadiere bleibt (Stand 2024).